# Nicholas Turturro
Pour les articles homonymes, voir Turturro.
Nicholas Turturro est un acteur américain, occasionnellement producteur et réalisateur, né le 29 janvier 1962 dans le Queens, New York (États-Unis).

## Biographie
Frère de l'acteur John Turturro et cousin de l'actrice Aida Turturro (Janice Soprano dans Les Soprano), il est principalement connu avec le rôle du détective/sergent James Martinez dans New York Police Blues, de 1993 à 2000.

## Filmographie

### Acteur
- 1989 : Do the Right Thing : figurant
- 1990 : Mo' Better Blues : Josh Flatbush
- 1991 : Men of Respect : Bingo
- 1991 : Jungle Fever : Vinny
- 1991 : Dead and Alive: The Race for Gus Farace (TV) : Danny D'Arcangelo
- 1992 : Mac : Tony Gloves
- 1992 : Malcolm X : Boston Cop
- 1992 : Les Aventures du jeune Indiana Jones (TV) : Big Al Brown (épisode Young Indiana Jones and the Mystery of the Blues)
- 1993-2000 : New York Police Blues (TV) : Det. James Martinez
- 1994 : Federal Hill : Ralph
- 1994 : Cosmic Slop (TV) : Father Carlos (segment "The First Commandment")
- 1994 : Men Lie
- 1994 : The Search for One-eye Jimmy : Junior
- 1995 : In the Line of Duty: Hunt for Justice (TV) : Mike Garret
- 1995 : 767 en détresse (Falling from the Sky: Flight 174) (TV) : Al Williams
- 1997 : Mercenary II: Thick & Thin (TV) : Major Ray Domino
- 1997 : Haute trahison (Shadow Conspiracy) : Grasso
- 1997 : Excess Baggage de Marco Brambilla : Stick
- 1998 : Mafia : La Trahison de Gotti (Witness to the Mob) (TV) : Sammy 'The Bull' Gravano
- 2000 : Hellraiser 5 (Hellraiser: Inferno) (vidéo) : Tony Nenonen
- 2001 : Mr. Life (TV)
- 2001 : La Cour de récré: Vive les vacances (Recess: School's Out) : Cop #1 (voix)
- 2001 : Tequila rapido (The Shipment) : Eddie Colucci
- 2002 : The Biz : Anthony
- 2002 : Purgatory Flats : Johnny Ramos
- 2002 : Monday Night Mayhem (TV) : Chet Forte
- 2002 : Big Shot : Confession d'un bookmaker (Big Shot: Confessions of a Campus Bookie), d'Ernest R. Dickerson (téléfilm) : Joe Jr.
- 2003-2004 : New York 911 (épisodes 9,13,14,15) (TV) : Allie Nardo.
- 2003 : Tremors (épisode 6) : Franck
- 2004 : The Hillside Strangler : Angelo Buono
- 2004 : Le Vallon (The Hollow) : Sheriff Duncan
- 2005 : Mi-temps au mitard (The Longest Yard) : Brucie
- 2005 : Three Wise Guys (TV) : Vincent
- 2006 : Deux femmes en danger (Trapped) (TV) Travis
- 2006 : World Trade Center : Officer Colovito
- 2007 : Quand Chuck rencontre Larry : Renaldo Pinera
- 2010-2016 : Blue Bloods (TV) : Sgt Anthony Renzulli
- 2011 : Zookeeper : Manny
- 2012 : Liaisons interdites (TalhotBlond) (TV) : Moretti
- 2012 : Super Cyclone (TV) : Travis Verdon
- 2017 : Justice League Dark (vidéo) de Jay Oliva : Deadman (voix)
- 2018 : BlacKkKlansman : J'ai infiltré le Ku Klux Klan de Spike Lee : Walker
- 2019 : New York, unité spéciale (saison 20, épisode 14) : détective Frank Bucci
- 2019-2020 : New York, unité spéciale (saison 21, épisodes 9 et 10) : détective Frank Bucci

### Producteur
- 2001 : Bless Me Father

### Réalisateur
- 2001 : Bless Me Father